# Banque centrale du Kosovo
La Banque centrale du Kosovo ( en albanais : Banka Qendrore e Republikës së Kosovës, serbe : Централна банка Републике Косова / Centralna banka Republike Kosova) est la banque centrale du Kosovo.
Elle a été fondée le 5 juin 2008, la même année où le Kosovo a déclaré son indépendance de la Serbie, avec l'approbation de la loi n° 03/L-074 sur la Banque centrale de la République du Kosovo par l'Assemblée de la République du Kosovo. Avant d'être créée sous le nom de Banque centrale du Kosovo, elle fonctionnait sous le nom d' Autorité bancaire centrale du Kosovo (en albanais : Autoriteti Qendror Bankar i Kosovës ). La monnaie officielle du Kosovo est l'euro, qui a été adopté unilatéralement par l'administration des Nations Unies pour le Kosovo en 2002 ; cependant, le Kosovo n'est pas membre de la zone euro,,. Le siège de la CBK est situé dans la capitale du Kosovo, Pristina.

## Histoire
Le 23 juillet 2010, Hashim Rexhepi, alors gouverneur de la Banque centrale de la République du Kosovo, a été arrêté pour « corruption et blanchiment d'argent ». Selon la mission État de droit EULEX de l'UE, « l'enquête portait sur des soupçons de pots-de-vin, de fraude fiscale, de trafic d'influence et de blanchiment d'argent ». Son arrestation a suscité une forte couverture médiatique, des images télévisées montrant Rexhepi emmené hors de son bureau par des policiers « lourdement armés ». Après son arrestation, Rexhepi a dû rester quatre mois en détention provisoire. L'arrestation et l'enquête ont été menées par EULEX. L'inculpation a été prononcée plus d'un an après l'arrestation ; les procureurs d'EULEX ont alors abandonné toutes les accusations les plus graves.
Finalement, le 11 janvier 2012, la décision est devenue définitive et Hashim Rexhepi a été déclaré innocent. Les accusations et l'emprisonnement ont cependant coûté à Hashim Rexhepi la perte de son poste de gouverneur de la banque centrale du Kosovo.